# Victor Alfred Trumper Smith
Victor Alfred Trumper Smith AC, KBE, CB, DSC, RAN, avstralski admiral, * 3. maj 1913, † 10. julij 1998.